# Єлшавський Карст
Єлшавський Карст (Jelšavský kras) — гірський масив в Словаччині; геоморфологічна підодиниця масиву Словацький Карст. Найвища точка — Словенска гора (622 м.) Середні висоти — 230 метрів.. Місце розташування — Кошицький край.